# Sistema de numeração duodecimal
O sistema de numeração duodecimal(também conhecido como base-12) é um sistema de numeração que usa o número 12 como sua base. Foi "inventado" pelos mesopotâmicos, por volta do ano 3.100 a.C.
O número 12 possui seis fatores, que são 1, 2, 3, 4, 6 e 12. Ou seja, ao dividi-lo por qualquer um desses seis fatores, obter-se-á um número inteiro. Por conta disso, muitos matemáticos acreditam que as representações duodecimais se encaixam mais facilmente nas contas do dia-a-dia do que decimais (que possuem menos fatores: 1, 2, 5 e 10) em muitos padrões comuns, como evidenciado pela maior regularidade observável na tabela de multiplicação duodecimal, o que torna o sistema duodecimal um sistema numérico mais conveniente para calcular frações do que a maioria dos outros sistemas numéricos de uso comum. Para facilitar o entendimento, no sistema decimal, por exemplo, as tabuadas mais fáceis de se calcular são a do 1, 2 ,5 e 10. Já no sistema duodecimal, seriam seis números.

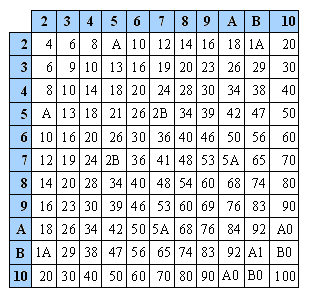
Tábua de multiplicação duodecimal.

## Comparação com outros sistemas numéricos
O número 12 tem seis fatores, que são 1, 2, 3, 4, 6 e 12, dos quais 2 e 3 são números primos. O sistema decimal possui apenas quatro fatores, que são 1, 2, 5 e 10, dos quais 2 e 5 são números primos. O sistema vigesimal (base 20) adiciona dois fatores aos de dez, a saber, 4 e 20, mas nenhum fator primo adicional. Embora vinte tenha 6 fatores, 2 deles primos, semelhante a doze, também é uma base muito maior e, portanto, o conjunto de dígitos e a tabela de multiplicação são muito maiores. O binário tem apenas dois fatores, 1 e 2, sendo o último primo. Hexadecimal (base 16) tem cinco fatores, adicionando 4, 8 e 16 aos de 2, mas nenhum primo adicional. Trigesimal (base 30) é o menor sistema que tem três fatores primos diferentes (todos os três menores primos: 2, 3 e 5) e tem oito fatores no total (1, 2, 3, 5, 6, 10, 15 e 30). Sexagesimal - que os antigos sumérios e babilônios, entre outros realmente usavam - adiciona os quatro fatores convenientes 4, 12, 20 e 60 a isso, mas nenhum novo fator principal. O menor sistema que possui quatro fatores primos diferentes é a base 210 e o padrão segue os primoriais. Em todos os sistemas de base, existem semelhanças com a representação de múltiplos de números que são um a menos que a base.